# Avenue de la République (Bourg-la-Reine)
Pour les articles homonymes, voir Avenue de la République.
L’avenue de la République est une voie de communication de Bourg-la-Reine dans les Hauts-de-Seine.

## Situation et accès
Orientée du nord au sud, elle croise la rue Ravon et le boulevard Carnot.

## Origine du nom
Marque de l'effervescence républicaine en France à la fin du XIXe siècle, cette avenue est nommée ainsi en l'honneur de la Troisième République.

## Historique

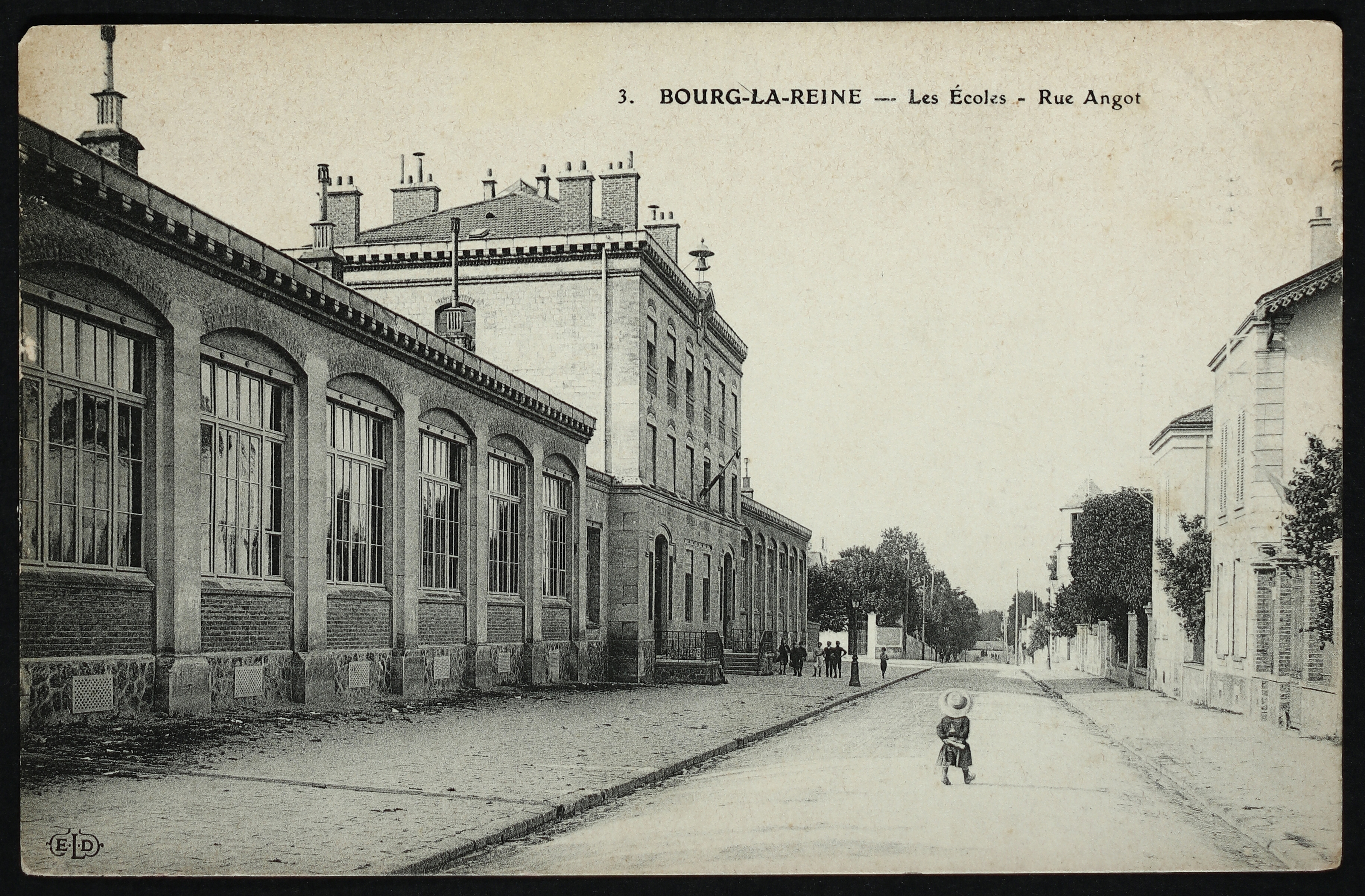
Les écoles - Rue Angot.

La partie sud de cette rue s'appelait rue Angot, la partie nord rue Saint-Cyr.

## Bâtiments remarquables et lieux de mémoire
- Temple Protestant, à l'angle de la rue Ravon, inauguré le 23 septembre 1860[3].